# Middle Earth (Album)
Middle Earth ist ein Musikalbum von Bob Catley. Es erschien 2001 auf dem Musiklabel Frontiers Records und wird dem Genre „melodischer Hardrock“ zugerechnet.

## Musikstil
Middle Earth ist das dritte Studioalbum von Bob Catley. Es entstand wie seine beiden Vorgänger erneut in Zusammenarbeit mit Gary Hughes, der als Songschreiber und Produzent fungierte und auch die Keyboards spielte. Lyrisch verarbeitet es Elemente aus dem Buch Der Herr der Ringe von J. R. R. Tolkien. Die Stücke haben überwiegend einen hymnenhaften Charakter, der klassische Hardrock tritt im Gesamtbild eher zurück.

## Entstehungsgeschichte
Bereits zu einem frühen Zeitpunkt ihrer Zusammenarbeit hatten Hughes und Catley, beide Tolkien-Fans seit ihrer Jugend, den vagen Plan, ein Album zu produzieren, das den „Herrn der Ringe“ thematisiert. Das Thema war schon auf Catleys erstem Solo-Album „The Tower“ in dem Stück „Fear of the Dark“ angeschnitten worden. Nach der Veröffentlichung des Vorgängeralbums „Legends“, das sich ebenfalls mit fiktiven Charakteren aus Romanen und Sagen befasst, brachte Hughes das Thema erneut zur Sprache, was schließlich zum Entschluss führte, nun ein „Herr der Ringe“-inspiriertes Album anzugehen.
Das Album wurde von Audu Obaje, Kirk Podmore, Vinny Burns und Gary Hughes aufgenommen und von Audu Obaje gemischt. Produzent war Gary Hughes.
Als Gastsängerin ist in „Against the Wind“ Tracey Hitchings von Landmarq zu hören.

## Titelliste
Alle Titel wurden von Gary Hughes geschrieben.
1. „The Wraith Of The Rings“ — 7:05
2. „The Fields That I Recall - Emissary - The Fields That I Recall (Reprise)“ — 8:02
3. „City Walls“ — 6:11
4. „Against the Wind“ — 5:15
5. „Where You Lead I'll Follow - Stormcrow And Pilgrim - Where You Lead I'll Follow (Reprise)“ — 8:47
6. „Return Of The Mountain King“ — 6:40
7. „The End Of Summer (Galadriel's Theme)“ — 5:51
8. „This Gallant Band Of Manic Strangers“ — 3:46
9. „The Fellowship“ — 4:23

## Veröffentlichungen
Middle Earth erschien erstmals am 26. März 2001 bei Frontiers Records. Es wurde u. a. auf einer Akustik-Tournee vorgestellt. Danach folgte eine
Tournee gemeinsam mit Hughes’ Band Ten und Kip Winger.

## Rezeption
Das Album erhielt gemischte Kritiken. Es erlangte durch die parallel veröffentlichte Verfilmung des „Herrn der Ringe“ als Spielfilm einige Aufmerksamkeit und positive Rezensionen.

“On Middle Earth, both gentlemen have made strides to break out of any stereotypes to deliver an album that both conforms to what fans hope and expect for and also deliver some great new aspects of their partnership. This in essence is Bob Catley's best solo album to date and his best work since Magnum.”

„Die beiden Herren haben auf Middle Earth große Schritte getan, um aus allen Stereotypen auszubrechen und ein Album abzuliefern, das den Hoffnungen und Erwartungen der Fans entspricht und großartige neue Aspekte ihrer Partnerschaft zeigt. Zusammengefasst ist dies Catleys bisher bestes Soloalbum und sein bestes Werk seit Magnum.“

In der Hardrock-/Heavy-Metal-Szene war jedoch auch vereinzelt Enttäuschung zu vernehmen, da die epischen, melodischen Kompositionen dieses Publikum nicht zufriedenstellten.